# Ashley Mote
Ashley Mote (15. ledna 1936 Londýn – 30. března 2020) byl britský politik, poslanec Evropského parlamentu a autor knih o dějinách kriketu a knih s politickou tematikou.
Do Evropského parlamentu byl zvolen v roce 2004 jako nezávislý na kandidátce United Kingdom Independence Party.
Je autorem knih s politickou tematikou: Vigilance - A Defence of British Liberty, která pojednává o Evropské unii, a OverCrowded Britain: Our Immigration Crisis Exposed, která kritizuje současnou masovou imigraci do Velké Británie, a knih The Glory Days of Cricket a John Nyren's „The Cricketers of my Time“ o historii kriketu.
V roce 2005 spoluzaložil skupinu tři poslanců Evropského parlamentu s názvem Platform for Transparency a v lednu 2007 se stal zakládajícím členem frakce Identita, tradice a suverenita.